# Дышленко, Борис Иванович
Бори́с Ива́нович Дышле́нко (8 февраля 1941, Новосибирск — 27 ноября 2015, Санкт-Петербург) — русский писатель, прозаик, художник. Один из центральных деятелей ленинградской неподцензурной прозы 1970-80-х годов.

## Биография
Родился в семье учителей, проживавшей на Серебренниковской улице в доме № 10. Отец (Иван Фёдорович Дышленко) преподавал в школе рисование и черчение, мать (Надежда Ивановна Повидайко) — учитель русского языка и литературы. Старший брат Юрий Дышленко (1936—1995) — художник, одна из ключевых фигур питерской неофициальной живописи.
Отец погиб в 1942 году под Сталинградом (Калачёвский район), в звании лейтенанта и должности заместителя командира роты.
После войны семья Дышленко переехала в Таганрог, поселившись на улице Свердлова. Борис и Юрий Дышленко учились в школе № 2 им. А. П. Чехова. В 1949 году состоялся переезд в Кисловодск, где прошли его юношеские годы; здесь он продолжил обучение в школе № 14.
В 1956 году на два года он переехал в Ригу к своей бабушке, но после исключения из школы, вернулся в Кисловодск, где окончил школу и в 1959 году переехал в Ленинград.
Поступил в Ленинградский институт театра, музыки и кинематографии, где познакомился с Алексеем Хвостенко. Одна из первых песен Алексея Хвостенко, «Льёт дождём июнь», была написана в 1958 году вместе с Борисом Дышленко. С третьего курса Дышленко был отчислен с формулировкой «за подлог и антиобщественное поведение». После отчисления из института Борис Дышленко поступил на работу в театр Ленсовета, но проработал там недолго. Затем работал на Ленфильме художником-декоратором, после промграфиком, книжным графиком, дворником, машинистом котельной, в цирке…
Писать, как и рисовать, Дышленко начал в 11 лет. Публиковаться начал в самиздатовском журнале «Часы» в 1976 году, в том же году появилась публикация за границей в журнале «Грани», а в 1986 году — в журнале «Нева». В 20 лет он начал создавать одно из главных произведений своей жизни, роман «Созвездие близнецов», который был издан спустя 36 лет. Первые самостоятельные издания появились лишь в 1990-х годах. До этого писатель публиковался в литературных журналах «Нева», «Звезда» и др.
Умер 27 ноября 2015 года в Санкт-Петербурге.

## Литературные премии
- Лауреат Премии Андрея Белого (1980).
- Лауреат Премии журнала «Звезда» (2006)[3].
- Номинант премии «Русский Букер» с романом «Контуры и силуэты».
- Номинант премии «Русский Букер» с романом «Созвездие Близнецов» (2010)[4][5].

## О Борисе Дышленко
- «Борис всю жизнь проходил как писатель в советское время под таким, непонятно кем утверждённым, но тем не менее клеймом. Писать он писал даже лучше многих, но почему-то не печатался. Понятно почему. Потому эстетику не любила больше даже, чем какие-то социальные вещи. Человек, эстетически воодушевлённый, всегда один. Он всегда сам по себе. Он никогда не может быть ни в каком потоке. Но Борису удалось выстоять все это время. Слава богу, что теперь мы его печатаем постоянно»[3] — А. Арьев, Радио «Свобода».

## Произведения

### Цикл «Правила игры»
- Антрну (повесть, 1970)
- Виктимология (повесть, 1971)
- Мясо (повесть, 1972)
- Пришельцы (рассказ)
- Подтекст (рассказ)

### Цикл «На цыпочках»
- Демаркационная линия (рассказ, 1967)
- Кромка (рассказ, 1967)
- Каскадёр (рассказ, 1967)

### Цикл «Пробелы»
- Пробелы (рассказ, 1985)
- Что говорит профессор (повесть, 1984)

### Цикл «Жернов и общественные процессы»
- Жернов и поимка
- Жернов и баобабы
- Жернов и масоны
- Жернов и культ вуду
- Жернов и революция

### Цикл миниатюр «Малые шведки и окрестности»
- На север и налево
- Дурак, сметана и один
- Разговор с пингвином
- Скидка
- Провокация
- Мерседес
- Ликантропия
- Раздвоение личности
- Старый квартал

### Отдельные произведения
- Созвездие близнецов (роман, 1973)
- Людмила (роман, 2007)
- Контуры и силуэты (повесть, 1996)

## Книги
- На цыпочках. Повести и рассказы. — СПб: АОЗТ «Журнал „Звезда“», 1997. — 320 с. — ISBN 5-7439-0030-2.
- Контуры и силуэты: Роман. — СПб.: ДЕАН, 2002. — 256 с. — ISBN 5-93630-142-7.
- Людмила. Детективная поэма. — СПб.: Юолукка, 2015.